# 캐서린 헵번
캐서린 호턴 헵번(영어: Katharine Houghton Hepburn, 1907년 5월 12일 ~ 2003년 6월 29일)은 미국의 배우이다. 캐서린 헵번은 독립성과 활발한 성격으로 할리우드에서 60년 동안 주인공을 연기해 왔다. 헵번은 세련된 여성으로, 의지가 강한 연기를 맡아오면서 자신의 모습을 구축하였으며 스크루볼 코미디에서 드라마, 영화로 연기 영역을 확장했고 아카데미 여우주연상을 4번 수상하였다.
코네티컷의 부유하고 진보적인 가족에서 태어난 캐서린 헵번은, 브린모어 대학교를 다니는 동안 연기를 시작하였다. 4년 동안 극장에서 연기를 한 그녀는 영화에 데뷔하기 전에 브로드웨이에서 성공을 거두었다. 영화계에 들어와 찍은 세 번째 작품인 《모닝 글로리》로 1934년 아카데미 여우주연상을 수상하게 되었다. 1933년 흥행에 성공한 영화 《작은 아씨들》로 1934년 베니치아 국제 영화제에서 여우주연상을 수상하며 국제적인 명성까지 얻는다. 그러나 이후 '흥행의 독약'이라는 표현을 들으면서 RKO 라디오 픽처스와의 계약을 파기하며 메트로-골드윈-메이어로 건너가 《필라델피아 스토리》로 성공하게 된다. 이후 스펜서 트레이시를 만나 25년 동안 커플로 영화에 나오게 된다.
1951년에 개봉한 《아프리카의 여왕》에 출연하면서 드라마 영화에서 성공을 거두게 되고 이후 1960년대에 《초대받지 않은 손님》과 《겨울의 라이온》으로 아카데미상을 연속으로 수상받게 된다. 이후 그녀는 《황금 연못》으로 다시 한번 아카데미상을 수상받았다. 캐서린 헵번은 87세의 나이로 1994년에 마지막으로 영화에 출연하였다. 2003년에 96세의 나이로 사망하였다.
헵번은 할리우드에서 언론에 호의적이지 않았으며, 사회에서 여성 주인공에게 원하던 기대를 따르는 것을 거부하였다. 헵번은 노골적으로 말하였으며, 적극적이었으며, 운동신경이 좋았던데다, 여성이 바지를 입는 것을 좋아하지 않은 시대였음에도 바지를 입었다. 또한 당시 유부남이었던 스펜서 트레이시와 교제를 하였다. 그녀는 20세기 미국의 여성들의 전형적인 모습이었으며, 여성의 인식을 변화시키는데 영향을 주었다. 1999년에 미국 영화 연구소는 캐서린 헵번를 위대한 여자 배우에 1위로 선정하였다.

## 생애
캐서린 헵번은 1907년 5월 12일에 코네티컷주 하트퍼드에서 6남매 중 둘째로 태어났다. 그녀의 어머니는 코네티컷 주의 여성 운동가였던 캐서린 마사 휴튼이었으며, 아버지는 하트퍼드 병원에서 비뇨기관 전문의사로 근무하던 의사인 토머스 노발 헵번이었다. 그녀의 어머니는 그녀를 인내적이고, 독립적이며, 용기있게 가르쳤다. 그녀가 어릴 때 어머니를 따라서 '여성 참정권 운동'을 하였다. 헵번의 아버지는 미국 사회 보건 협회를 설립하는데 도왔는데, 이 단체는 사회에서 성병에 알리는 단체였다. 헵번의 부모는 자식들이 자유에 관한 주장을 하거나 토론을 하도록 키웠다. 또한 그녀의 부모는 진보적인 시선으로 사회를 바라보았는데, 이러한 시선은 뒷날 헵번이 부모와 똑같은 시선으로 사회를 바라본 계기가 되었다. 그녀는 뒷날 "두 대단한 부모"의 결과로 어린 시절부터 그런 시선을 갖게 되었으며, 이러한 시절이 자신의 성공에 크게 도움이 되었다고 고백하기도 하였다. 그녀는 평생동안 계속 가족과 가깝게 지냈다.
할리우드에서 스카우트를 담당하던 렐란드 헤이워드는 그녀가 출연한 《전사의 남편》에서 그녀를 발견하여, RKO 라디오 픽처스에서 촬영하고 있었던 작품인 《이혼 청구서》에 시드니 페어필드 역에 스크린 테스트를 보도록 하였다. 영화에서 감독을 맡았던 조지 큐커는 그녀에게 인상을 받아, "그녀는 다른 사람들과 다르다"라고 말하였다. 그는 그녀가 유리잔을 드는 모습에 마음에 들면서 "나는 그녀가 그 장면을 연기할 때 가장 능력을 발휘한다고 생각하였다"고 말하였다. 그녀는 신인으로써는 많은 양이었던 주급 1,500달러를 요구하였다. 큐커는 그녀의 요구를 스튜디오가 받아들이도록 도왔고, 스튜디오에서는 그녀의 요구를 3주의 가계약서로 받아들였다. 당시 RKO의 우두머리였던 데이비드 O. 셀즈닉은 평범하지 않은 배우를 캐스팅 하는 것을 "특별한 기회"라고 말하였다.
헵번은 1932년 7월에 25세의 나이로 캘리포니아주에 도착하였다. 그녀는 존 베리모어와 함께 《이혼 청구서》에 출연하였다. 이후 그녀는 영화계에서 많은 잡음이 있었지만, 그녀는 영화 산업을 좋아하였다. 《이혼 청구서》는 성공을 거두었고 헵번의 연기는 호평을 받게 되었다. 당시 뉴욕 타임즈에서 비평가로 일했던 모던트 홀은 그녀의 연기를 "매우 좋다... 헵번의 성격 묘사는 현재 스크린에서 볼 수 있는 최고의 연기 중의 하나이다"라고 평하였다.
헵번은 80세 때 "나는 죽음에 대한 공포가 없다. 그것은 멋지고 긴 꿈일 것이다"라고 밝힌 적이 있었다. 헵번의 건강은 마지막으로 영화에 나온 이후로 갑자기 악화되기 시작하였다. 1996년 겨울에 폐렴으로 인해 병원에 갔으며 그녀는 거의 죽을 뻔하였다. 1997년에 그녀는 매우 허약해졌으며, 말과 식사가 줄어들었으며, 죽기 직전까지 갔다. 이후 그녀는 치매를 앓기 시작하였다. 2003년 5월에 그녀의 목에서 종양이 발견되었다. 그해 6월 29일에 코네티컷주 올드 세이브룩에서 96세의 나이로 가족들이 보는 앞에서 사망하였다. 하트포드에 위치한 시디 헐 공동묘지에 묻혔다. 그녀는 묻을 때 자신을 위한 추도식이 없기를 요청하였다.
헵번의 죽음은 사회의 관심을 받았다. 텔레비전, 신문, 잡지에서 그녀를 다루었으며 당시 미국의 대통령이었던 조지 W. 부시는 "그녀는 국가의 예술의 보물 중의 하나로 기억될 것이다"라고 말하였다. 브로드웨이에서는 그녀가 연극에 남긴 업적을 기리기 위해 2003년 7월 1일에 거리의 등불을 껐다. 2004년에는 그녀의 소원에 따라, 그녀의 유품이 소더비즈에 경매로 팔려 580만 달러로 팔리게 되었다.

## 수상
헵번은 아카데미상에서 여우주연상을 4번이나 수상하였으며, 12번 여우주연상에 후보로 올랐다. 이 기록을 넘은 사람은 메릴 스트립밖에 없다. 헵번은 또한 오랜 세월 후에 상을 받은 것으로도 유명한데, 첫 번째 상을 받은 후 마지막 상을 받을 때 48년의 세월이 지났다. 또한 영국 아카데미상에서 2번의 수상과 5번의 후보로 올랐다. 에미상에서는 1번의 수상과 6번의 후보로 올랐으며, 골든 글로브 상에서는 8번의 후보에 올랐으며, 토니상은 2번 후보에 올랐다. 이외에도 칸 영화제와 베니스 영화제에서 수상하였으며, 또한 1979년에 스크린 액터스 길드에서 평생공로상을, 1990년에는 케네디 센터 오너에서 평생예술공로상을 수상하였다.

### 아카데미상 수상 및 후보 목록
- 제6회 여우주연상 : 《모닝 글로리》, 수상
- 제8회 여우주연상 : 《앨리스 아담스》, 후보
- 제13회 여우주연상 : 《필라델피아 스토리》, 후보
- 제15회 여우주연상 : 《여성의 해》, 후보
- 제24회 여우주연상 : 《아프리카의 여왕》, 후보
- 제28회 여우주연상 : 《써머타임》, 후보
- 제29회 여우주연상 : 《레인메이커》, 후보
- 제32회 여우주연상 : 《지난 여름 갑자기》, 후보
- 제35회 여우주연상 : 《밤으로의 긴 여로》, 후보
- 제40회 여우주연상 : 《초대받지 않은 손님》, 수상
- 제41회 여우주연상 : 《겨울의 라이온》, 수상
- 제54회 여우주연상 : 《황금 연못》, 수상

## 작품 목록
캐서린 헵번은 66년의 연기 생활동안, 44편의 영화, 8편의 텔레비전 영화, 33편의 연극에 출연하였다. 그녀는 스크루볼 코미디에서 드라마까지, 수많은 장르를 돌아다녔다. 또한 1920년대부터 1980년대까지 브로드웨이에서 연극에 출연하였으며, 이들 중에는 뮤지컬, 세익스피어 등의 작품에 나왔다.

## 같이 보기
- 아카데미상 최고 기록 목록

## 참고
- Bacall, Lauren (2005). 《By Myself and Then Some》. London: Headline. ISBN 075531350X.
- Berg, Scott A. (2004 edition [First published 2003]). 《Kate Remembered: Katharine Hepburn, a Personal Biography》. London: Pocket. ISBN 0743415639.
- Britton, Andrew (2003 edition [First published 1984]). 《Katharine Hepburn: Star as Feminist》. New York City, NY: Columbia University Press. ISBN 0231132778.
- Chandler, Charlotte (2011 edition [First published 2010]). 《I Know Where I'm Going: Katharine Hepburn, a Personal Biography》. Milwaukee, WI: Applause. ISBN 1907532013.
- Curtis, James (2011). 《Spencer Tracy: A Biography》. London: Hutchinson. ISBN 0091785243.
- Dickens, Homer (1990 edition [First published 1971]). 《The Films of Katharine Hepburn》. New York City, NY: Carol Publishing Group. ISBN 0806511753.
- DiEdwardo, Maryann Pasda (2006). 《The Legacy of Katharine Hepburn: Fine Art as a Way of Life: A Memoir》. Bloomington, IN: AuthorHouse. ISBN 1425960898.
- Edwards, Anne (1985). 《A Remarkable Woman: A Biography of Katharine Hepburn》. New York City, NY: William Morrow & Company, Inc. ISBN 0688045286.
- Haver, Ronald (1980). 《David O. Selznick's Hollywood》. London: Martin Secker & Warburg Ltd. ISBN 0394425952.
- Hepburn, Katharine (1991). 《Me: Stories of My Life》. New York City, NY: Alfred A. Knopf. ISBN 0679400516.
- Higham, Charles (2004 edition [First published 1975]). 《Kate: The Life of Katharine Hepburn》. New York City, NY: W. W. Norton. ISBN 0393325989.
- Horton, Ros and Sally Simmons (2007). 《Women Who Changed the World》. London: Quercus Publishing Plc. ISBN 1847240267.
- Kanin, Garson (1971). 《Tracy and Hepburn: An Intimate Memoir》. New York City, NY: Viking. ISBN 0670722936.
- Mann, William J. (2007). 《Kate: The Woman Who Was Hepburn》. New York City, NY: Picador. ISBN 0312427409.
- Dickstein, Morris (2002). "Bringing Up Baby (1938)", in The A List: The National Society of Film Critics' 100 Essential Films, ed. Jay Carr. Cambridge, MA: Da Capo. ISBN 0-306-81096-4.
- Prideaux, James. 《Knowing Hepburn and Other Curious Experiences》. Boston, MA: Faber and Faber. ISBN 0571198929.
- Verlhac, Pierre-Henri (2009). 《Katharine Hepburn: A Life in Pictures》. San Francisco, CA: Chronicle Books. ISBN 0811869474.